# Ralph Otten

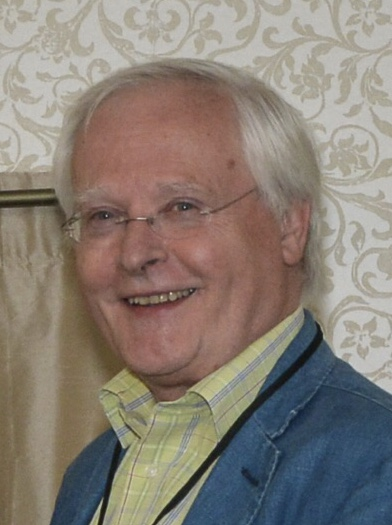

Ralph Hubertus Johannes Maria Otten (26 februari 1949 – 30 september 2016) was een Nederlandse ingenieur elektrotechniek en hoogleraar ontwerptechnologie voor geïntegreerde schakelingen.

## Biografie
Otten studeerde elektrotechniek aan de Technische Universiteit Eindhoven (TU/e). Hij promoveerde in 1976 en werkte tot 1980 als wetenschappelijk medewerker aan dezelfde universiteit. Hierna werkte hij enige jaren bij het IBM TJ Watson Research Center in Yorktown Heights,  Verenigde Staten. Van 1986 tot 2000 was hij hoogleraar in de Elektronische Techniek aan de Technische Universiteit Delft. Terug bij de Technische Universiteit Eindhoven werd hij hoogleraar ontwerptechnologie en van 2002 tot 2010 was hij ook onderwijsdirecteur van de faculteit elektrotechniek van de TU/e. Hij doceerde onder andere Computation (Implementatie van rekenprocessen) aan eerstejaarsstudenten elektrotechniek.
Op 6 juli 2012, nationale Comic Sans-dag, kreeg Ralph Otten de Comic Sans Lifetime Achievement Award van de Coen en Sander Show.
Ralph Otten overleed in 2016 op 67-jarige leeftijd aan de gevolgen van een ongeval tijdens een vakantie in Georgië.

## Publicaties
Otten schreef onder andere de boeken:
- C.A.D. of masks and wiring i.s.m. M.C. van Lier, Eindhoven: University of Technology, 1974.
- Structured layout design , Eindhoven: University of Technology, 1983.
- The annealing algorithm i.s.m. Lukas van Ginneken, Dordrecht: Kluwer Academic Publishers, 1989.
- High speed circuits: analysis, synthesis, and test / Robert K. Brayton, Ralph H.J.M. Otten, Alexander Saldanha, [Delft: Delft University of Technology, Faculty of Electrical Engineering], 1994.